# Un mari à la porte

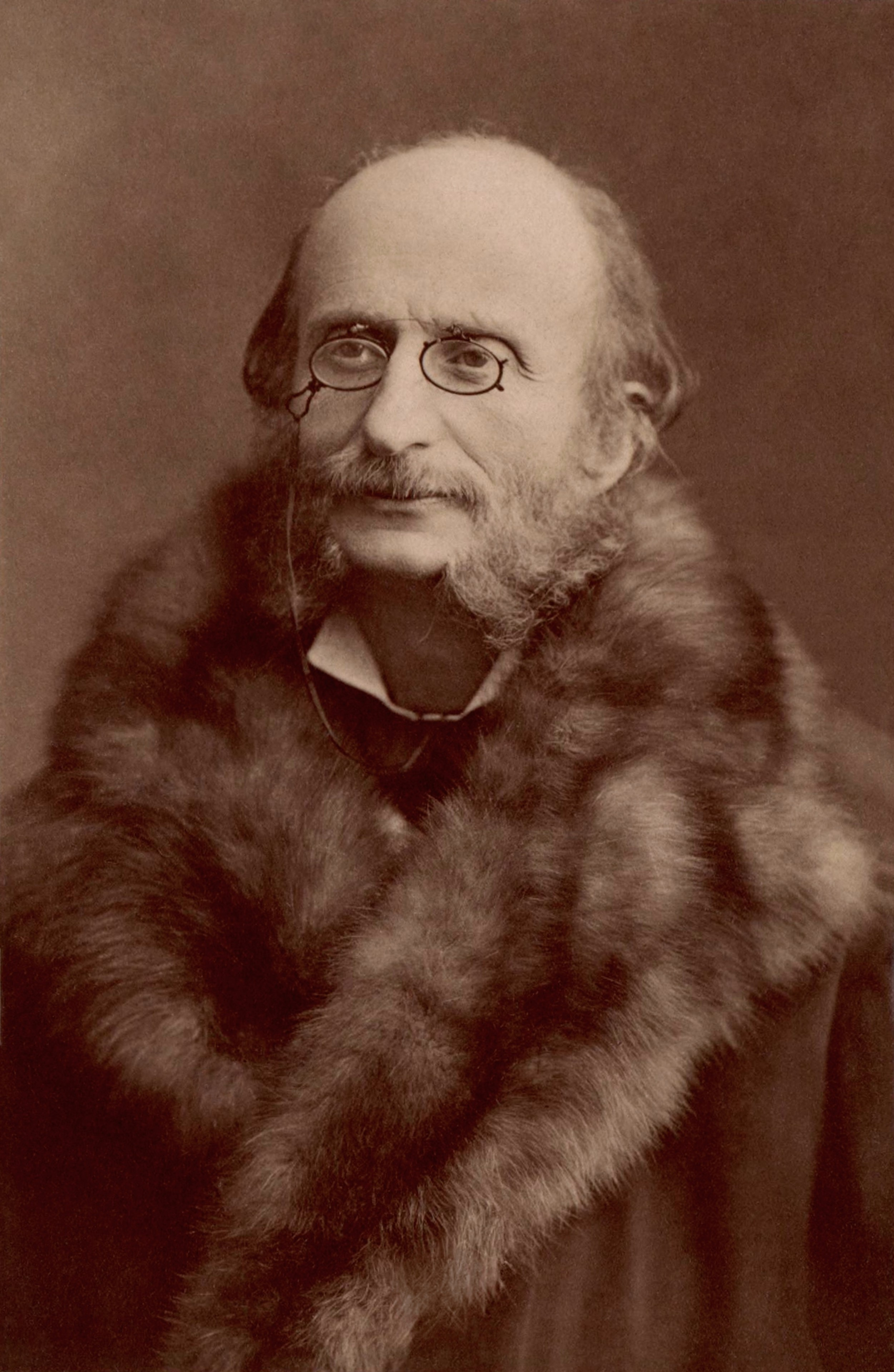
Jacques Offenbach

Un mari à la porte är en operett i en akt med musik av Jacques Offenbach och libretto av Alfred Delacour (Alfred Charlemagne Lartigue) och Léon Morand.

## Historia
Un mari à la porte hade premiär den 22 juni 1859 på Théâtre des Bouffes-Parisiens i Paris och återfanns på repertoaren under en tid.
Verket blev populärt inte bara i Paris utan även i Wien och Budapest. Det framfördes regelbundet till slutet av 1800-talet. Den engelska premiären ägde rum först i februari 1950 på Fortune Theatre.
I operetten återfinns Florestans komiska klagosång och en tyrolervals.
Un mari à la porte framförs fortfarande i Frankrike och sattes upp i Liverpool 2008.

## Personer
| Roller              | Röststämma  | Premiärbesättning 22 juni 1859, (Dirigent: Jacques Offenbach) |
| ------------------- | ----------- | ------------------------------------------------------------- |
| Florestan Ducroquet | tenor       | Paul Geoffroy                                                 |
| Suzanne             | mezzosopran | Coralie Geoffroy                                              |
| Rosita              | sopran      | Lise Tautin                                                   |
| Henri Martel        | baryton     | Prosper Guyot                                                 |

## Handling
Operettkompositören Florestan flyr från svartsjuka äkta män, fordringsägare och polisen. Han trillar ned i skorstenen till Suzannes rum. En bröllopsvals hörs på avstånd. Han gömmer sig i ett skåp precis då den unga bruden Suzanne och hennes väninna Rosita kommer in. Suzanne har just grälat med sin nya make och Rosita försöker få henne att återvända till dansen.
Efter att ha sjungit en Tyrolienne finner Suzaenne Florestan och ber honom att rädda hennes ära genom att försvinna ut genom fönstret, men då rummet är på tredje våningen visar det sig omöjligt. När Rosita återvänder - och efter att Florestan har förklarat att hans senast operett blivit refuserad av Bouffes-Parisiens - försöker de komma på ett sätt att få ut honom utan att han blir upptäckt. Då Florestan berättar mer inser han att den unge brudgummen Martel är den polisman som är ute efter honom
När Martel knackar på den låsta dörren hör han Florestans röst och tror att Suzanne försöker göra honom svartsjuk. I förvirringen tappar de dörrnyckeln genom fönstret. Martel låtsas skjuta sig och smyger sedan iväg för att hämta en annan nyckel. Medan han är borta gör sig Florestan redo att hoppa ut. Plötsligt kommer han på att en gammal faster har lovat att betala hans skulder om han gifter sig, så han friar till Rosita, och efter en viss förvåning och motstånd accepterar hon. När ridån faller gör brudgummen entré.

## Musiknummer
- Ouvertyr
- Introduction valse
- Duo « Ah ! Ah ! Ah ! quelle mine piteuse ! » (Rosita, Suzanne)
- Valse Tyrolienne « J’entends ma belle » (Rosita)
- Trio « Juste ciel ! que vois-je ? » (Suzanne, Rosita, Florestan)
- Quatuor et Couplets « Il se moque de toi » (Rosita, Suzanne, Florestan, Martel)
- Lamentations de Florestan « Pour votre honneur, oui je m’immole » (Florestan)
- Couplet au public « Ce soir ici, à son mari » (Rosita, Suzanne, Florestan, Martel)